# Giancarlo Schiaffini
Giancarlo Schiaffini (Roma, 1942) è un trombonista e suonatore di tuba italiano.

## Biografia
Principalmente attivo nella musica d'avanguardia, nell'improvvisazione libera e nel free jazz, è stato membro dell'Italian Instabile Orchestra ed ha lavorato con artisti come Mario Schiano, Lol Coxhill, Andrea Centazzo e anche Thurston Moore dei Sonic Youth. Inoltre, ha collaborato con lo storico Gruppo di Improvvisazione Nuova Consonanza.
Nel campo della musica colta contemporanea ha invece studiato, a partire dal 1970, presso i rinomati Corsi estivi di Darmstadt con compositori del calibro di Karlheinz Stockhausen e György Ligeti per poi lavorare con altri dei più significativi autori del novecento come John Cage, Giacinto Scelsi, Luciano Berio e Luigi Nono per il quale ha eseguito parti soliste nel suo Prometeo. Tragedia dell'ascolto.

## Discografia parziale
Di seguito è elencata una discografia parziale:
- Musica su schemi (1976) - con il Gruppo di Improvvisazione Nuova Consonanza.
- Moot (ora in Situations) (1978) - Coxhill-Centazzo-Schiaffini.
- Pezzo (1978) - Trio SIC
- Live Soncino (1979) - ICP Orchestra
- A Tung Me (1981)
- Aspects (1983) - Roberto Ottaviano
- S. S. (1987) - Stefano Scodanibbio
- G. S. (1987)
- Sorgente sonora (1988) - Eugenio Colombo
- L. N. (1990) - Luigi Nono
- I. I. O. (1992) - Italian Instabile Orchestra
- Edula (1994)
- Discanto (1994) - Pasquale Innarella
- Skies of Europe (1995) - Italian Instabile Orchestra
- Dubs (1997) - Giancarlo Schiaffini quintet
- Tuba libre (2000)
- L’anello mancante – the missing chairing (2000)
- The Owner of the River Bank (2003) - Cecil Taylor + IIO
- My favorite Standards (2004)
- Infernal Dream (2006)
- Basic Blues (2007) - Giancarlo Schiaffini Phantabrass
- Creative orchestra (Bolzano) 2007 (2008) - Anthony Braxton + IIO
- Live in Rome (2012) - Prévost-Schiaffini-Tilbury
- Latecomers (2013) - Andrea Centazzo
- Micro and More Exercises (2016) - Sergio Armaroli trio with G.S.
- Grandi numeri (2017) - Sylvano Bussotti
- Voi ch’amate lo criatore (2018) - Schiaffini-Schiavoni-Ensemble Dissonanzen
- Sygyzy (2019) - Elliot Sharp